# 3色ショッピング
『3色ショッピング』（さんしょくショッピング）は、日本テレビ系列で、平日の昼に放送されている番組『ヒルナンデス!』の中で金曜日に放送しているコーナーの1つである。ハイビジョン制作。

## 概要
- 2011年3月28日より放送開始した情報・バラエティー番組『ヒルナンデス!』内でほぼ毎週金曜日に放送されているコーナーである。毎回4名のゲストが色・予算・時間の制約よって買い物を行う。当初は『3色ショッピング～買うンデス』というコーナー名で、ディスカウントストアなどでも対決が行われていた。
- また、山里が商品を購入するのかを聞く際に挑戦者に確認を取る『何色の何？』というフレーズがこの企画では恒例となっており、初代MCの山里だけで3600回以上も言い続けられ[1]、山里以降のMCにも受け継がれている。
- 12月4日放送分でMCを務めたすゑひろがりずは一部の言葉を除き[2]、ネタの一つである言葉の和風変換を行った。放送内での主な変換例は以下の通り。

| コーナー内での和風変換例       | コーナー内での和風変換例 | コーナー内での和風変換例     |
| 本来のフレーズ                 | →                        | 変換フレーズ                 |
| ------------------------------ | ------------------------ | ---------------------------- |
| MC                             | →                        | 進行奉行                     |
| 3色ショッピング                | →                        | 3色お買い物                  |
| 「運命のお時間です」           | →                        | 運命の刻                     |
| ○千円（設定金額）              | →                        | (金)○千両                    |
| 『何色の何？』                 | →                        | 『何ぞ色の何ぞ？』           |
| ショッピング『成功』・『失敗』 | →                        | お買い物『お見事』・『無念』 |
| 青                             | →                        | 瑠璃色                       |
| 赤                             | →                        | 唐紅                         |
| グレー                         | →                        | おねずみ色                   |
| 緑                             | →                        | 萌木色                       |
| 白                             | →                        | うどん色                     |
| チェック柄                     | →                        | 南蛮渡来の格子柄             |
| 黒                             | →                        | 漆黒                         |
| 紫                             | →                        | 藤色                         |

### 沿革
- 2011年4月8日 - コーナー開始。初代MCは、お笑いコンビ南海キャンディーズの山里亮太。
  - 第1回目の舞台はドン・キホーテ等々力店。
- 2011年7月15日 - 当企画の名フレーズ『何色の何？』が誕生。
  - 因みに、このフレーズによる確認を初めて受けた挑戦者は渡辺直美である。
- 2012年1月6日・13日 - 山里の代打で藤井恒久（日本テレビアナウンサー[注 1]）がMCを務めた。
- 2014年4月 - 山里が同じく進行役を務めるファッション企画『着こなしガールズコレクション（後に着まわしガールズコレクションに改称）』が放送開始[注 2] に伴い、2018年2月頃までは交互に放送する形になる。
- 2020年3月27日 - 初代MCの山里亮太が卒業[1]。
  - 山里の最後の舞台は、ファッションセンターしまむら・アベイルサニーモール西葛西店。
- 2020年4月3日・4月17日 - 中岡創一（ロッチ）が期間限定MCとして就任。
  - その後、9月25日放送分で約5ヶ月ぶりに再登板。翌週の10月2日放送分にも出演。
- 2020年4月〜6月 - 昨今の状況下により、当企画は一時休止となる。
- 2020年7月3日・7月10日 - 約3ヶ月ぶりに企画が行われる。MCに川島明（麒麟）が就任。
- 2020年7月24日 - 青木源太（日本テレビアナウンサー[注 3]）がMCに就任。
- 2020年7月31日 - 宮下兼史鷹（宮下草薙）がMCに就任。
  - その後、10月9日放送分で再登板。10月16日放送分では相方の草薙も加わり、初めてコンビでMCを務めた。但し、メインMCは草薙で宮下は草薙のサポート役として出演した。
- 2020年8月7日・8月21日 - 飯尾和樹（ずん）がMCに就任。
- 2020年9月4日・9月11日 - 黒羽麻璃央がMCに就任。
- 2020年10月16日 - 草薙航基（宮下草薙）がMCに就任。
  - 相方でサポート役の宮下と共にコンビでMCを務めた。
- 2020年11月6日 - 山之内すずが当企画初めての女性MCとして就任。
- 2020年11月13日 - 当時ヒルナンデス!金曜レギュラーの河北麻友子がMCに就任。
  - 現役ヒルナンデス!レギュラーによるMCは当回が初めてであった。
- 2020年12月4日 - すゑひろがりずがMCに就任。
- 2020年12月11日 - ヒルナンデス!月曜レギュラーの小森隼（GENERATIONS from EXILE TRIBE）がMCに就任。
- 2021年1月15日・1月22日- 久間田琳加がMCに就任。
- 2021年2月12日・2月19日 - ニューヨークがMCに就任。
- 2021年3月5日・3月19日 - 瀬戸利樹がMCに就任。
- 2023年1月6日 - 約2年10ヶ月ぶりに企画が行われる。MCには辻岡義堂（日本テレビアナウンサー）が就任。
  - 2021年4月以降は、金曜レギュラーのぺこぱが担当するファッション企画『マンネリ変えてコーデ』が放送されていた。
- 2023年3月24日 - ヒルナンデス!金曜レギュラーのぺこぱがMCに就任。
  - 翌週の3月31日放送分では松陰寺太勇がMCを担当。シュウペイは挑戦者として出演。
- 2023年7月28日 - 新企画『着こなしカラーコーデバトル』を放送。ぺこぱがMCとして出演。
  - 当企画と同様に3色を用いたコーディネートを披露するのだが、挑戦者は3名で費用の制限は無し。色・柄は各回戦開始前に挑戦者が抽選によって決定する[注 4]など当企画とは異なる点が多くある。
- 2025年2月13日（木） - ヒルナンデス!総合MCである南原清隆の還暦祝いツアーの一環で約2年ぶりに当企画を実施。豪華卒業メンバーとして、初代MCの山里が4年11ヶ月ぶりに進行を務める。
  - また、南原の誕生日に放送される関係で初めて当企画が他曜日で放送される事になる。

## 出演者
※現時点のMCは太字で表記
| MC / テロップカラー                     | MC / テロップカラー             | 期間                                       | 備考 |
| --------------------------------------- | ------------------------------- | ------------------------------------------ | --- |
| 山里亮太（南海キャンディーズ）          | 黒■ オレンジ■（2025年版）       | 2011年4月8日 - 2020年3月27日 2025年2月13日 | 名前のテロップに合わせて『自称・金曜お昼の顔』と表記されていた。                                            |
| 藤井恒久                                | 黒■                             | 2012年1月6日・1月13日                      | 当時日本テレビアナウンサー、山里の代打で出演                                                                |
| 中岡創一（ロッチ）                      | 黒■                             | 2020年4月3日・4月17日・9月25日・10月2日    | 4月3日・4月17日放送分では、期間限定MCとして出演した。                                                       |
| 川島明（麒麟）                          | 黒■                             | 2020年7月3日・7月10日                      | 元金曜シーズンレギュラー（2019年12月〜2020年1月）                                                           |
| 青木源太                                | 黒■                             | 2020年7月24日                              | 当時日本テレビアナウンサー                                                                                  |
| 宮下草薙（宮下兼史鷹・草薙航基）        | 黒■                             | 2020年7月31日・10月9日・10月16日           | 元金曜シーズン芸人（2020年4月〜7月）                                                                        |
| 飯尾和樹（ずん）                        | 黒■                             | 2020年8月7日・8月21日                      | |
| 黒羽麻璃央                              | 黒■                             | 2020年9月4日・9月11日                      | 元金曜シーズンレギュラー（2020年2月〜3月）                                                                  |
| すゑひろがりず（三島達矢・南條庄助）    | 黒■                             | 2020年12月4日                              | オープニングでの挑戦者へのインタビューを南條が、 色選び・設定金額の発表や商品確認を三島がそれぞれ担当。     |
| 小森隼 （GENERATIONS from EXILE TRIBE） | 黒■                             | 2020年12月11日                             | 元月曜レギュラー（2020年9月末〜2023年12月）                                                                 |
| ニューヨーク（嶋佐和也・屋敷裕政）      | 黒■                             | 2021年2月12日・2月19日                     | オープニングでの挑戦者へのインタビューや商品確認を屋敷が、 色選び・設定金額・結果発表は嶋佐がそれぞれ担当。 |
| 辻岡義堂                                | 黒■                             | 2023年1月5日                               | 日本テレビアナウンサー、元金曜レギュラー（2011年3月〜2012年3月）                                            |
| ぺこぱ（松陰寺太勇・シュウペイ）        | 紫■（松陰寺） 青■（シュウペイ） | 2023年3月24日・3月31日                     | 当時ヒルナンデス!金曜レギュラー                                                                             |
| 瀬戸利樹                                | 水色■                           | 2021年3月5日                               | 元金曜シーズンレギュラー（2020年10月〜11月）                                                                |
| 瀬戸利樹                                | 青■                             | 2021年3月19日                              | 元金曜シーズンレギュラー（2020年10月〜11月）                                                                |
| 山之内すず                              | ピンク■                         | 2020年11月6日                              | 元水曜シーズンレギュラー（2020年4月〜6月）                                                                  |
| 河北麻友子                              | ピンク■                         | 2020年11月13日                             | 当時ヒルナンデス!金曜レギュラー                                                                             |
| 久間田琳加                              | ピンク■                         | 2021年1月15日・1月22日                     | 元水曜シーズンレギュラー（2020年10月〜11月）                                                                |
| ナレーション                            | ナレーション                    | 期間                                       | 備考 |
| 四本木典子                              | 四本木典子                      | 2011年4月8日 -                             | 金曜ヒルナンデス!のナレーションの大半を担当                                                                 |

### ゲスト
| 各テロップカラーの備考（2021年3月現在） | 各テロップカラーの備考（2021年3月現在） |
| --------------------------------------- | --- |
| 紫■                                     | 2020年7月3日以降は不定期に使用。2023年3月24日放送分でMCに初めて使用された。 また、緑と入れ替わる形で男性ゲストの回でピンクの代わりに使用されている。 |
| 水色■                                   | 2021年2月18日放送分では、初めて挑戦者のサポート役に（加藤史帆（日向坂46））使用された。 2021年3月5日放送分ではMCに初めて使用された。                 |
| ピンク■                                 | MCが女性の場合にも使用される。 |
| オレンジ■                               | 2021年2月12日放送分では、初めて挑戦者のサポート役（佐々木久美（日向坂46））に使用された。                                                            |
| 緑■                                     | 男性ゲストの回でピンクの代わりに使用されてきたが、2020年7月3日放送分以降は紫と入れ替わる形で使用されている。                                         |
| 青■                                     | 主に、挑戦者のサポート役で出演する者に用いられている。 2021年3月19日放送分では、初めてMCに使用された。                                               |
| 茶色■                                   | 2021年1月15日放送分で桑原雅人（トット）に初めて使用。翌週1月22日放送分では卓也（土佐兄弟）にも使用された。                                           |

- 企画内では『挑戦者』と呼ばれ、女優・タレント・ファッションモデル・女性お笑い芸人・YouTuberなどが出演する。かつては金曜女性レギュラーが毎週出演していたが、現在はゲストのみの回が多い。さらに他の曜日レギュラーなども参戦することがある。
- 2016年5月6日放送分でぺこ[注 10]&りゅうちぇるが初めてタッグで参戦した。その3年後、2019年12月6日放送分ではペアによる大会が行われ、コンビ芸人・芸能人夫婦4組により行われた。さらに2018年3月10日放送分では、開始以来初めて男性ゲストによる3色ショッピングが行われ、以降は、年に数回のペースで行われている。
- 当企画の挑戦者は、女性のみまたは男性のみの対決となっていたが、2023年3月31日放送分で初めて男女での対決となった。
- また、この企画の常連出演者には愛称が付けられている[注 11]。

## ルール
- ゲームは全部で3回戦まであり、各ゲーム開始前に商品の色・購入順を決め設定金額を発表し制限時間20分[4]の間で行われる。企画の初期の頃や山里の卒業回以降は、1回戦開始時に「レッツ、3色ショッピング」という掛け声を行いスタートする。商品の色は、各ゲーム開始前に様々な色のボールが入ったボックスから山里らがランダムに3色選んで決定する。当初は色のみであったが、デニムやストライプ・ボーダー[注 12]、花柄、チェック、レース、ニット、アニマル柄といった素材やデザイン[注 13]も加わるようになる。素材・デザインの場合は色の指定はない[注 14]。ちなみに、このボックスを運ぶスタッフは山里風（山里風のヴィッグに赤い眼鏡）や、相方・山崎の漫才衣装風（白いシャツにピンクのストール）、さらに中岡のMC回では撮影時の中岡に似せた衣装（蝶ネクタイにチェックのベスト）で登場していた。購入の順番はあみだくじによって決まる。1回戦目は挑戦者の紹介順に、2回戦・3回戦では商品を購入できなかった挑戦者から順にはしご部分が隠された状態でパネルのゴール部分に挑戦者の写真が入ったマグネットを自ら貼り付ける。
- 2020年12月4日放送分より、買い物中にコーディネートの組み立てやアイテム探しにスマートフォンを使用した情報収集が可能となった。
- 2020年7月3日放送分では、買い物風景は挑戦者が手持ちカメラを用いて撮影を行い、MCの川島は別室から出演、あみだくじの順番も挑戦者が指定した番号に貼り付けを行われた。7月24日放送分より、一定の距離を取る形でスタッフでの撮影と、MCによる挑戦者への商品の確認が再開した。
- 制限時間が経過すると、隠していたはしご部分を公開して決まった順番から山里らが挑戦者の元へ確認に向かい、MC:「あなたが、(○万)○千円内でお買い物したい(商品orモノ)は、何色の何？」→挑戦者:「（色or素材・デザイン）の（アイテム）」というような形で確認を行う。2020年7月3日放送分では商品の確認も別室から行われ、それ以降はあみだくじで決定した挑戦者の順にMCの元へ向かい確認を取る形式となっていた[注 15]が、2023年1月6日放送分ではMCが挑戦者の元へ直接確認を取りに行くスタイルに戻されている。原則として商品の色は制限時間内に1つに絞るのだが、それぞれの色で買いたい商品を選びMCによる確認時に1色に絞るという方法で行う挑戦者[5]もいる。設定金額以内に商品が収まっており、なおかつ選ばれていない色の商品であると「ショッピング成功[注 16]」としてその商品を獲得することができる[注 17][注 18][注 19]。これによりあみだくじにより最初に決まったゲストは、その回で購入できることが確定するが2番目以降は選ばれてしまった色を選ぶと設定金額以内でも「ショッピング失敗[注 16]」となり買い物をやり直すことになる[注 20]。結果的に、最後まで商品を買うことができなかった挑戦者はその回に何も購入することが出来ない。企画当初、購入できなかった挑戦者は成功者の全商品の代金を支払うことになっていたが、現在その制度は廃止されている。
- 3回戦終了後に購入したものを使ったコーディネートを披露。完成したコーディネートには、3回ともに（ショッピング）成功した3色コーデ・2回成功の2色コーデ・1回成功の1色コーデがあり、コーディネートに足りないものは開始前の衣装から流用する。但し、コーディネートと共に購入したものを紹介する際に開始前の衣装に関しては注釈で自前であることが明記される。また、全ての回で「ショッピング失敗」となり、開始時の衣装のまま登場する場合もあり、2023年1月時点で河北麻友子・佐藤仁美が経験している。
- 2025年2月13日放送回では、時間の都合により2回戦までの挑戦となるため、全員実質2色コーデとなった。また、挑戦者は3名であったため失敗した場合でも全員商品を獲得することができた。

## 放送リスト

### 2025年(令和7年)
| 回  | 放送日  | MC                             | ゲスト                                                                                    | 舞台               | 備考                                   |
| --- | ------- | ------------------------------ | ----------------------------------------------------------------------------------------- | ------------------ | -------------------------------------- |
| 335 | 2月13日 | 山里亮太（南海キャンディーズ） | 南原清隆（ウッチャンナンチャン） 横山裕（SUPER EIGHT） 浦野モモ（日本テレビアナウンサー） | FURASUKO LA VOSTRA | MC南原の還暦祝ツアーの一環として復活。 |

### 過去の放送リスト
| 2011年（平成23年）          | 2011年（平成23年） | 2011年（平成23年）                      | 2011年（平成23年）                                                                                                | 2011年（平成23年）                                            | 2011年（平成23年）                                                                                                |
| 回                          | 放送日             | MC                                      | ゲスト | 舞台                                                          | 備考 |
| --------------------------- | ------------------ | --------------------------------------- | --- | ------------------------------------------------------------- | --- |
| 1                           | 4月8日             | 山里亮太（南海キャンディーズ）          | 内田理央 重盛さと美 バービー （フォーリンラブ） 松井絵里奈                                                        | ドン・キホーテ 等々力店                                       | |
| 2                           | 4月15日            | 山里亮太（南海キャンディーズ）          | 内田理央 重盛さと美 バービー （フォーリンラブ） 松井絵里奈                                                        | FOREVER21 新宿店                                              | |
| 3                           | 5月27日            | 山里亮太（南海キャンディーズ）          | 内田理央 夏川純 松井絵里奈 村上知子（森三中）                                                                     | H&M 渋谷店                                                    | |
| 4                           | 6月3日             | 山里亮太（南海キャンディーズ）          | 内田理央 夏川純 松井絵里奈 村上知子（森三中）                                                                     | GINZA Francfranc                                              | |
| 5                           | 6月10日            | 山里亮太（南海キャンディーズ）          | 佐藤かよ 重盛さと美 バービー（フォーリンラブ） 松井絵里奈                                                         | GAP フラッグシップ銀座                                        | |
| 6                           | 7月1日             | 山里亮太（南海キャンディーズ）          | 佐藤かよ 重盛さと美 バービー（フォーリンラブ） 松井絵里奈                                                         | アフタヌーンティー・リビング自由が丘ラズ                      | |
| 7                           | 7月15日            | 山里亮太（南海キャンディーズ）          | 内田理央 神戸蘭子 道重さゆみ（モーニング娘。） 渡辺直美                                                           | ファッションセンター しまむら 港北東急S.C.店                  | |
| 8                           | 8月5日             | 山里亮太（南海キャンディーズ）          | 内田理央 神戸蘭子 道重さゆみ（モーニング娘。） 渡辺直美                                                           | GINZA PLAZA                                                   | |
| 9                           | 9月9日             | 山里亮太（南海キャンディーズ）          | 内田理央 梅宮アンナ 南明奈 吉岡美穂                                                                               | ヴィーナスフォート                                            | |
| 10                          | 10月7日            | 山里亮太（南海キャンディーズ）          | 井森美幸 内田理央 おかもとまり 香坂みゆき                                                                         | G.U.池袋東口店                                                | |
| 11                          | 10月14日           | 山里亮太（南海キャンディーズ）          | 井森美幸 内田理央 おかもとまり 香坂みゆき                                                                         | 有楽町ロフト                                                  | |
| 12                          | 10月28日           | 山里亮太（南海キャンディーズ）          | 井森美幸 松井絵里奈 安田美沙子 渡辺美奈代                                                                         | FOREVER21 銀座店                                              | |
| 13                          | 11月4日            | 山里亮太（南海キャンディーズ）          | 井森美幸 松井絵里奈 安田美沙子 渡辺美奈代                                                                         | ドン・キホーテ 中目黒店                                       | |
| 14                          | 11月11日           | 山里亮太（南海キャンディーズ）          | 内田理央 梅宮アンナ 重盛さと美 羽野晶紀                                                                           | たまプラーザTERRACE                                           | |
| 15                          | 11月18日           | 山里亮太（南海キャンディーズ）          | スザンヌ 辺見えみり 松井絵里奈 森口博子                                                                           | ファッションセンターしまむら・アベイル サニーモール西葛西店   | |
| 17                          | 12月2日            | 山里亮太（南海キャンディーズ）          | スザンヌ 辺見えみり 松井絵里奈 森口博子                                                                           | 南砂町ショッピングセンターSUNAMO                              | |
| 16                          | 11月25日           | 山里亮太（南海キャンディーズ）          | 国生さゆり 友近 松井絵里奈 misono                                                                                 | G.U. 池袋東口店                                               | |
| 18                          | 12月9日            | 山里亮太（南海キャンディーズ）          | 国生さゆり 友近 松井絵里奈 misono                                                                                 | Bershaka 渋谷店                                               | |
| 19                          | 12月16日           | 山里亮太（南海キャンディーズ）          | 内田理央 坂下千里子 佐藤かよ 島崎和歌子                                                                           | H&M 渋谷店                                                    | |
| 20                          | 12月23日           | 山里亮太（南海キャンディーズ）          | 内田理央 坂下千里子 佐藤かよ 島崎和歌子                                                                           | ららぽーと豊洲                                                | |
| 2012年（平成24年）          |                    |                                         | |                                                               | |
| 回                          | 放送日             | MC                                      | ゲスト | 場所                                                          | 備考 |
| 21                          | 1月6日             | 藤井恒久（日本テレビアナウンサー）      | 井森美幸 加藤夏希 久本雅美 松井絵里奈                                                                             | ファッションセンターしまむら・アベイル サニーモール西葛西店   | |
| 22                          | 1月13日            | 藤井恒久（日本テレビアナウンサー）      | 井森美幸 加藤夏希 久本雅美 松井絵里奈                                                                             | FOREVER21 新宿店                                              | |
| 23                          | 1月20日            | 山里亮太（南海キャンディーズ）          | 鈴木砂羽 中澤裕子 松井絵里奈 南明奈                                                                               | 南砂町ショッピングセンターSUNAMO                              | |
| 24                          | 1月27日            | 山里亮太（南海キャンディーズ）          | 友近 安田美沙子 梅宮アンナ 内田理央                                                                               | G.U.池袋東口店                                                | |
| 25                          | 2月3日             | 山里亮太（南海キャンディーズ）          | 鈴木砂羽 中澤裕子 南明奈 内田理央                                                                                 | イクスピアリ                                                  | |
| 26                          | 2月10日            | 山里亮太（南海キャンディーズ）          | 辺見えみり 井森美幸 鈴木奈々 内田理央                                                                             | たまプラーザTERRACE                                           | |
| 28                          | 2月24日            | 山里亮太（南海キャンディーズ）          | 辺見えみり 井森美幸 鈴木奈々 内田理央                                                                             | 渋谷PARCO PART3                                               | |
| 27                          | 2月17日            | 山里亮太（南海キャンディーズ）          | 佐藤かよ 森口博子 ユンソナ 内田理央                                                                               | ユニクロ 新宿西口店                                           | |
| 29                          | 3月2日             | 山里亮太（南海キャンディーズ）          | 佐藤かよ 森口博子 ユンソナ 内田理央                                                                               | FOREVER21 新宿店                                              | |
| 30                          | 3月9日             | 山里亮太（南海キャンディーズ）          | 島崎和歌子 IMARU スザンヌ 内田理央                                                                                | Bershka 渋谷店                                                | |
| 32                          | 3月23日            | 山里亮太（南海キャンディーズ）          | 島崎和歌子 IMARU スザンヌ 内田理央                                                                                | collect point 原宿店                                          | |
| 31                          | 3月16日            | 山里亮太（南海キャンディーズ）          | 三船美佳 益若つばさ 福田彩乃 坂下千里子                                                                           | H&M 渋谷店                                                    | |
| 33                          | 3月30日            | 山里亮太（南海キャンディーズ）          | 三船美佳 益若つばさ 福田彩乃 坂下千里子                                                                           | ららぽーと横浜                                                | |
| 34                          | 4月6日             | 山里亮太（南海キャンディーズ）          | 井森美幸 浅香唯 熊田曜子 道端アンジェリカ                                                                         | G.U. 銀座店                                                   | |
| 35                          | 4月13日            | 山里亮太（南海キャンディーズ）          | 井森美幸 浅香唯 熊田曜子 道端アンジェリカ                                                                         | 渋谷PARCO                                                     | |
| 36                          | 4月20日            | 山里亮太（南海キャンディーズ）          | 中澤裕子 安めぐみ 加藤夏希 バービー（フォーリンラブ）                                                             | 三井アウトレットパーク 木更津                                 | |
| 37                          | 5月4日             | 山里亮太（南海キャンディーズ）          | 中澤裕子 安めぐみ 加藤夏希 バービー（フォーリンラブ）                                                             | AMERICAN EAGLE OUTFITTERS 表参道店                            | |
| 38                          | 5月11日            | 山里亮太（南海キャンディーズ）          | 羽野晶紀 辺見えみり 福田萌 大島優子                                                                               | ダイバーシティ東京プラザ                                      | |
| 40                          | 5月25日            | 山里亮太（南海キャンディーズ）          | 羽野晶紀 辺見えみり 福田萌 大島優子                                                                               | FOREVER21 ダイバーシティ東京プラザ店                          | |
| 39                          | 5月18日            | 山里亮太（南海キャンディーズ）          | 渡辺美奈代 平山あや 河北麻友子 井森美幸                                                                           | ユニクロ 銀座店                                               | |
| 41                          | 6月1日             | 山里亮太（南海キャンディーズ）          | 渡辺美奈代 平山あや 河北麻友子 井森美幸                                                                           | ファッションセンターしまむら・アベイル サニーモール西葛西店   | |
| 42                          | 6月8日             | 山里亮太（南海キャンディーズ）          | 梅宮アンナ 中澤裕子 保田圭 河北麻友子                                                                             | H&M 渋谷店                                                    | |
| 44                          | 6月22日            | 山里亮太（南海キャンディーズ）          | 梅宮アンナ 中澤裕子 保田圭 河北麻友子                                                                             | ららぽーと豊洲                                                | |
| 43                          | 6月15日            | 山里亮太（南海キャンディーズ）          | 森口博子 益若つばさ 坂口杏里 馬場園梓（アジアン）                                                                 | ラフォーレ原宿                                                | |
| 46                          | 7月6日             | 山里亮太（南海キャンディーズ）          | 森口博子 益若つばさ 坂口杏里 馬場園梓（アジアン）                                                                 | アメリカンアパレル                                            | |
| 45                          | 6月29日            | 山里亮太（南海キャンディーズ）          | 真鍋かをり 島崎和歌子 佐藤かよ 鈴木奈々                                                                           | G.U. 銀座店                                                   | |
| 48                          | 7月20日            | 山里亮太（南海キャンディーズ）          | 真鍋かをり 島崎和歌子 佐藤かよ 鈴木奈々                                                                           | テラスモール湘南                                              | |
| 47                          | 7月13日            | 山里亮太（南海キャンディーズ）          | 田中律子 道端アンジェリカ Nana（MAX） スザンヌ                                                                    | FOREVER21 渋谷店                                              | |
| 50                          | 8月3日             | 山里亮太（南海キャンディーズ）          | 田中律子 道端アンジェリカ Nana（MAX） スザンヌ                                                                    | ラゾーナ川崎プラザ                                            | |
| 49                          | 7月27日            | 山里亮太（南海キャンディーズ）          | 重盛さと美 辻希美 山口もえ RIKACO                                                                                 | ユニクロ 銀座店                                               | |
| 52                          | 8月17日            | 山里亮太（南海キャンディーズ）          | 重盛さと美 辻希美 山口もえ RIKACO                                                                                 | アメリカンイーグル アウトフィッターズ 表参道店                | |
| 51                          | 8月10日            | 山里亮太（南海キャンディーズ）          | 矢口真里 大島麻衣 井森美幸 坂下千里子                                                                             | ファッションセンターしまむら・アベイル サニーモール西葛西店   | |
| 54                          | 8月31日            | 山里亮太（南海キャンディーズ）          | 矢口真里 大島麻衣 井森美幸 坂下千里子                                                                             | H&M 渋谷店                                                    | |
| 53                          | 8月24日            | 山里亮太（南海キャンディーズ）          | 鈴木紗理奈 南明奈 森口博子 佐藤かよ                                                                               | 渋谷PARCO                                                     | |
| 55                          | 9月7日             | 山里亮太（南海キャンディーズ）          | 鈴木紗理奈 南明奈 森口博子 佐藤かよ                                                                               | collect point 原宿店                                          | |
| 56                          | 9月14日            | 山里亮太（南海キャンディーズ）          | 千秋 益若つばさ 神戸蘭子 松井絵里奈                                                                               | FOREVER21 ららぽーと新三郷店                                  | |
| 58                          | 9月28日            | 山里亮太（南海キャンディーズ）          | 千秋 益若つばさ 神戸蘭子 松井絵里奈                                                                               | ららぽーと新三郷                                              | |
| 57                          | 9月21日            | 山里亮太（南海キャンディーズ）          | RIKACO にしおかすみこ 安めぐみ 菊地亜美                                                                           | G.U. 銀座店                                                   | |
| 60                          | 10月12日           | 山里亮太（南海キャンディーズ）          | RIKACO にしおかすみこ 安めぐみ 菊地亜美                                                                           | ダイバーシティ東京                                            | |
| 59                          | 10月5日            | 山里亮太（南海キャンディーズ）          | はしのえみ IMARU 安めぐみ 足立梨花                                                                                | SHIBUYA109                                                    | |
| 61                          | 10月19日           | 山里亮太（南海キャンディーズ）          | はしのえみ IMARU 安めぐみ 足立梨花                                                                                | ビックロ 新宿東口店                                           | |
| 62                          | 10月26日           | 山里亮太（南海キャンディーズ）          | 早見優 田中美保 磯山さやか 鈴木奈々                                                                               | ラフォーレ原宿                                                | |
| 64                          | 11月9日            | 山里亮太（南海キャンディーズ）          | 早見優 田中美保 磯山さやか 鈴木奈々                                                                               | アメリカンイーグル アウトフィッターズ 表参道店                | |
| 63                          | 11月2日            | 山里亮太（南海キャンディーズ）          | 田丸麻紀 島崎和歌子 河北麻友子 三船美佳                                                                           | H&M 渋谷店                                                    | |
| 65                          | 11月16日           | 山里亮太（南海キャンディーズ）          | 田丸麻紀 島崎和歌子 河北麻友子 三船美佳                                                                           | ららぽーと豊洲                                                | |
| 66                          | 11月23日           | 山里亮太（南海キャンディーズ）          | 森口博子 馬場園梓（アジアン） 平山あや 舞川あいく                                                                 | FOREVER21 銀座店                                              | |
| 68                          | 12月7日            | 山里亮太（南海キャンディーズ）          | 森口博子 馬場園梓（アジアン） 平山あや 舞川あいく                                                                 | 南砂町ショッピングセンター SUNAMO                             | |
| 67                          | 11月30日           | 山里亮太（南海キャンディーズ）          | 梅宮アンナ 益若つばさ 坂口杏里 鈴木紗理奈                                                                         | ユニクロマルシェ プランタン銀座                               | |
| 69                          | 12月14日           | 山里亮太（南海キャンディーズ）          | 梅宮アンナ 益若つばさ 坂口杏里 鈴木紗理奈                                                                         | たまプラーザ TERRACE                                          | |
| 70                          | 12月21日           | 山里亮太（南海キャンディーズ）          | 千秋 すみれ 山口もえ 佐藤かよ                                                                                     | ラフォーレ原宿                                                | |
| 71                          | 12月28日           | 山里亮太（南海キャンディーズ）          | 田丸麻紀 矢口真里 久住小春 河北麻友子                                                                             | FOREVER21 新宿店                                              | |
| 2013年（平成25年）          |                    |                                         | |                                                               | |
| 回                          | 放送日             | MC                                      | ゲスト | 舞台                                                          | 備考 |
| 72                          | 1月11日            | 山里亮太（南海キャンディーズ）          | 山口もえ 千秋 すみれ 佐藤かよ                                                                                     | collect point 原宿店                                          | |
| 73                          | 1月18日            | 山里亮太（南海キャンディーズ）          | 田丸麻紀 矢口真里 久住小春 河北麻友子                                                                             | G.U. 銀座店                                                   | |
| 74                          | 1月25日            | 山里亮太（南海キャンディーズ）          | 早見優 坂下千里子 佐藤江梨子 大島麻衣                                                                             | H&M 渋谷店                                                    | |
| 76                          | 2月8日             | 山里亮太（南海キャンディーズ）          | 早見優 坂下千里子 佐藤江梨子 大島麻衣                                                                             | ユニクロ 銀座店                                               | |
| 75                          | 2月1日             | 山里亮太（南海キャンディーズ）          | RIKACO 安めぐみ ラブリ 鈴木奈々                                                                                   | 東京ソラマチ                                                  | |
| 78                          | 2月22日            | 山里亮太（南海キャンディーズ）          | RIKACO 安めぐみ ラブリ 鈴木奈々                                                                                   | 渋谷PARCO                                                     | |
| 77                          | 2月15日            | 山里亮太（南海キャンディーズ）          | 道端アンジェリカ 磯山さやか 足立梨花 島崎和歌子                                                                   | ダイバーシティ東京                                            | |
| 79                          | 3月1日             | 山里亮太（南海キャンディーズ）          | 道端アンジェリカ 磯山さやか 足立梨花 島崎和歌子                                                                   | ららぽーとTOKYO-BAY                                           | |
| 80                          | 3月8日             | 山里亮太（南海キャンディーズ）          | 田中律子 山口もえ 安田美沙子 益若つばさ                                                                           | FOREVER21 渋谷店                                              | |
| 82                          | 3月22日            | 山里亮太（南海キャンディーズ）          | 田中律子 山口もえ 安田美沙子 益若つばさ                                                                           | collect point 原宿店                                          | |
| 81                          | 3月15日            | 山里亮太（南海キャンディーズ）          | 森口博子 神戸蘭子 中林美和 友近                                                                                   | ファッションセンターしまむら・アベイル サニーモール西葛西店   | |
| 83                          | 3月29日            | 山里亮太（南海キャンディーズ）          | 森口博子 神戸蘭子 中林美和 友近                                                                                   | G.U. 銀座店                                                   | |
| 84                          | 4月5日             | 山里亮太（南海キャンディーズ）          | 田丸麻紀 鈴木紗理奈 菊地亜美 千秋                                                                                 | アーバンドック ららぽーと豊洲                                 | |
| 86                          | 4月19日            | 山里亮太（南海キャンディーズ）          | 田丸麻紀 鈴木紗理奈 菊地亜美 千秋                                                                                 | H&M 新宿店                                                    | |
| 85                          | 4月12日            | 山里亮太（南海キャンディーズ）          | 早見優 新山千春 Ami 大島麻衣                                                                                      | ユニクロマルシェ プランタン銀座                               | |
| 87                          | 4月26日            | 山里亮太（南海キャンディーズ）          | 早見優 新山千春 Ami 大島麻衣                                                                                      | 三井アウトレットパーク 木更津                                 | |
| 88                          | 5月3日             | 山里亮太（南海キャンディーズ）          | 田中美保 ダレノガレ明美 益若つばさ 井森美幸                                                                       | 東京ソラマチ                                                  | |
| 90                          | 5月17日            | 山里亮太（南海キャンディーズ）          | 田中美保 ダレノガレ明美 益若つばさ 井森美幸                                                                       | アメリカンイーグル アウトフィッターズ 表参道店                | |
| 89                          | 5月10日            | 山里亮太（南海キャンディーズ）          | 舞川あいく 重盛さと美 LINA（MAX） 松本伊代                                                                        | G.U. 銀座店                                                   | |
| 91                          | 5月24日            | 山里亮太（南海キャンディーズ）          | 坂下千里子 水沢アリー 佐藤ありさ 島崎和歌子                                                                       | 池袋PARCO                                                     | |
| 93                          | 6月7日             | 山里亮太（南海キャンディーズ）          | 坂下千里子 水沢アリー 佐藤ありさ 島崎和歌子                                                                       | FOREVER21 新宿店                                              | |
| 92                          | 5月31日            | 山里亮太（南海キャンディーズ）          | 渡辺美奈代 高橋メアリージュン 山口もえ 鈴木奈々                                                                   | ファッションセンターしまむら・アベイル サニーモール西葛西店   | |
| 94                          | 6月14日            | 山里亮太（南海キャンディーズ）          | 渡辺美奈代 高橋メアリージュン 山口もえ 鈴木奈々                                                                   | ラフォーレ原宿                                                | |
| 95                          | 6月21日            | 山里亮太（南海キャンディーズ）          | RIKACO 佐藤江梨子 バービー（フォーリンラブ） 有末麻祐子                                                           | H&M 新宿店                                                    | |
| 97                          | 7月5日             | 山里亮太（南海キャンディーズ）          | RIKACO 佐藤江梨子 バービー（フォーリンラブ） 有末麻祐子                                                           | テラスモール湘南                                              | |
| 96                          | 6月28日            | 山里亮太（南海キャンディーズ）          | マルシア マギー 田丸麻紀 菊地亜美                                                                                 | サンシャインシティ アルパ                                     | |
| 98                          | 7月12日            | 山里亮太（南海キャンディーズ）          | マルシア マギー 田丸麻紀 菊地亜美                                                                                 | G.U. 銀座店                                                   | |
| 99                          | 7月19日            | 山里亮太（南海キャンディーズ）          | 堀ちえみ 秋本祐希 鈴木紗理奈 鹿沼憂妃                                                                             | たまプラーザTERRACE                                           | |
| 101                         | 8月2日             | 山里亮太（南海キャンディーズ）          | 堀ちえみ 秋本祐希 鈴木紗理奈 鹿沼憂妃                                                                             | FOREVER21 渋谷店                                              | |
| 100                         | 7月26日            | 山里亮太（南海キャンディーズ）          | 山口もえ 佐藤ありさ くみっきー 千秋                                                                               | MARK IS みなとみらい                                          | |
| 102                         | 8月9日             | 山里亮太（南海キャンディーズ）          | 山口もえ 佐藤ありさ くみっきー 千秋                                                                               | ユニクロ MARK IS みなとみらい店                               | |
| 103                         | 8月16日            | 山里亮太（南海キャンディーズ）          | 鈴木奈々 益若つばさ 葛岡碧 森口博子                                                                               | collect point 原宿店                                          | |
| 105                         | 8月30日            | 山里亮太（南海キャンディーズ）          | 鈴木奈々 益若つばさ 葛岡碧 森口博子                                                                               | H&M 渋谷店                                                    | |
| 104                         | 8月23日            | 山里亮太（南海キャンディーズ）          | 早見優 鈴木友菜 大島麻衣 ホラン千秋                                                                               | 渋谷PARCO                                                     | |
| 106                         | 9月6日             | 山里亮太（南海キャンディーズ）          | 早見優 鈴木友菜 大島麻衣 ホラン千秋                                                                               | ヘイワ堂 本店・POP GIRL 日暮里駅前店                          | |
| 107                         | 9月13日            | 山里亮太（南海キャンディーズ）          | RIKACO 山口もえ 佐藤仁美 石田ニコル                                                                               | CUTE CUBE HARAJUKU                                            | |
| 109                         | 9月27日            | 山里亮太（南海キャンディーズ）          | RIKACO 山口もえ 佐藤仁美 石田ニコル                                                                               | G.U. 銀座店                                                   | |
| 108                         | 9月20日            | 山里亮太（南海キャンディーズ）          | 渡辺美奈代 秋本祐希 井森美幸 豊田エリー                                                                           | ららぽーと横浜                                                | |
| 110                         | 10月4日            | 山里亮太（南海キャンディーズ）          | 渡辺美奈代 秋本祐希 井森美幸 豊田エリー                                                                           | FOREVER21 渋谷店                                              | |
| 111                         | 10月11日           | 山里亮太（南海キャンディーズ）          | 山本美月 新川優愛 マギー ラブリ                                                                                   | ラフォーレ原宿                                                | |
| 113                         | 10月25日           | 山里亮太（南海キャンディーズ）          | 山本美月 新川優愛 マギー ラブリ                                                                                   | ファッションセンターしまむら サニーモール西葛西店             | |
| 112                         | 10月18日           | 山里亮太（南海キャンディーズ）          | 榊原郁恵 hitomi 益若つばさ 重盛さと美                                                                             | アメリカンイーグル アウトフィッターズ 表参道店                | |
| 115                         | 11月8日            | 山里亮太（南海キャンディーズ）          | 榊原郁恵 hitomi 益若つばさ 重盛さと美                                                                             | 渋谷PARCO PART3                                               | |
| 114                         | 11月1日            | 山里亮太（南海キャンディーズ）          | 森口博子 松本伊代 早見優 浅香唯                                                                                   | G.U. ビックロ新宿東口店                                       | |
| 117                         | 11月22日           | 山里亮太（南海キャンディーズ）          | 森口博子 松本伊代 早見優 浅香唯                                                                                   | collect point 原宿店                                          | |
| 116                         | 11月15日           | 山里亮太（南海キャンディーズ）          | 田中美保 菊地亜美 はいだしょうこ 千秋                                                                             | 東京ソラマチ                                                  | |
| 119                         | 12月6日            | 山里亮太（南海キャンディーズ）          | 田中美保 菊地亜美 はいだしょうこ 千秋                                                                             | H&M 渋谷店                                                    | |
| 118                         | 11月29日           | 山里亮太（南海キャンディーズ）          | 大島麻衣 有末麻祐子 Nana（MAX） 光浦靖子（オアシズ）                                                              | ユニクロ 銀座店                                               | |
| 120                         | 12月13日           | 山里亮太（南海キャンディーズ）          | 大島麻衣 有末麻祐子 Nana（MAX） 光浦靖子（オアシズ）                                                              | ららぽーと豊洲                                                | |
| 121                         | 12月20日           | 山里亮太（南海キャンディーズ）          | 久本雅美 河北麻友子 川村エミコ（たんぽぽ） 江上敬子（ニッチェ）                                                   | FOREVER21 ららぽーと新三郷店                                  | |
| 122                         | 12月27日           | 山里亮太（南海キャンディーズ）          | 森口博子 山口もえ 益若つばさ 井森美幸                                                                             | ファッションセンターしまむら サニーモール西葛西店             | チャンピオン大会                                                                                                  |
| 2014年（平成26年）          |                    |                                         | |                                                               | |
| 回                          | 放送日             | MC                                      | ゲスト | 舞台                                                          | 備考 |
| 123                         | 1月10日            | 山里亮太（南海キャンディーズ）          | 久本雅美 河北麻友子 白鳥久美子（たんぽぽ） 近藤くみこ（ニッチェ）                                                 | ららぽーと新三郷                                              | |
| 124                         | 1月17日            | 山里亮太（南海キャンディーズ）          | 熊谷真実 鈴木紗理奈 秋本祐希 福田沙紀                                                                             | ラフォーレ原宿                                                | |
| 126                         | 1月31日            | 山里亮太（南海キャンディーズ）          | 熊谷真実 鈴木紗理奈 秋本祐希 福田沙紀                                                                             | G.U. 銀座店                                                   | |
| 125                         | 1月24日            | 山里亮太（南海キャンディーズ）          | 益若つばさ 山口もえ 森口博子 井森美幸                                                                             | ラフォーレ原宿                                                | チャンピオン大会                                                                                                  |
| 127                         | 2月7日             | 山里亮太（南海キャンディーズ）          | 早見優 田丸麻紀 加賀美セイラ 重盛さと美                                                                           | H&M 渋谷店                                                    | |
| 129                         | 2月21日            | 山里亮太（南海キャンディーズ）          | 早見優 田丸麻紀 加賀美セイラ 重盛さと美                                                                           | 渋谷PARCO PART3                                               | |
| 128                         | 2月14日            | 山里亮太（南海キャンディーズ）          | 千秋 舞川あいく hitomi 磯山さやか                                                                                 | サンシャインシティ アルパ                                     | |
| 130                         | 2月28日            | 山里亮太（南海キャンディーズ）          | 千秋 舞川あいく hitomi 磯山さやか                                                                                 | ユニクロ 銀座店                                               | |
| 131                         | 3月7日             | 山里亮太（南海キャンディーズ）          | 河北麻友子 佐藤ありさ 新川優愛 今井華                                                                             | イオンモール幕張新都心                                        | |
| 133                         | 3月21日            | 山里亮太（南海キャンディーズ）          | 河北麻友子 佐藤ありさ 新川優愛 今井華                                                                             | G.U. 銀座店                                                   | |
| 132                         | 3月14日            | 山里亮太（南海キャンディーズ）          | RIKACO 中山エミリ はいだしょうこ マギー                                                                           | MARK IS みなとみらい                                          | |
| 134                         | 3月28日            | 山里亮太（南海キャンディーズ）          | RIKACO 中山エミリ はいだしょうこ マギー                                                                           | FOREVER21 新宿店                                              | |
| 135                         | 4月4日             | 山里亮太（南海キャンディーズ）          | 鈴木友菜 鈴木紗理奈 南明奈 森尾由美                                                                               | ファッションセンターしまむら・アベイル サニーモール西葛西店   | |
| 136                         | 4月18日            | 山里亮太（南海キャンディーズ）          | 鈴木友菜 鈴木紗理奈 南明奈 森尾由美                                                                               | 東京ソラマチ                                                  | |
| 137                         | 4月25日            | 山里亮太（南海キャンディーズ）          | 堀田茜 マルシア Nana（MAX） 菊地亜美                                                                              | GAP フラッグシップ原宿                                        | |
| 139                         | 5月9日             | 山里亮太（南海キャンディーズ）          | 堀田茜 マルシア Nana（MAX） 菊地亜美                                                                              | ラゾーナ川崎プラザ                                            | |
| 138                         | 5月2日             | 山里亮太（南海キャンディーズ）          | 篠原ともえ 中村アン 榊原郁恵 田中美保                                                                             | H&M 渋谷店                                                    | |
| 140                         | 5月16日            | 山里亮太（南海キャンディーズ）          | 篠原ともえ 中村アン 榊原郁恵 田中美保                                                                             | collect point 原宿                                            | |
| 141                         | 5月30日            | 山里亮太（南海キャンディーズ）          | 佐藤ありさ 秋元梢 加藤紀子 千秋                                                                                   | FOREVER21 渋谷店                                              | |
| 143                         | 6月13日            | 山里亮太（南海キャンディーズ）          | 佐藤ありさ 秋元梢 加藤紀子 千秋                                                                                   | 渋谷PARCO PART3                                               | |
| 142                         | 6月6日             | 山里亮太（南海キャンディーズ）          | RIKACO 河北麻友子 秋本祐希 佐藤仁美                                                                               | ユニクロ・G.U. 御徒町店                                       | |
| 144                         | 6月27日            | 山里亮太（南海キャンディーズ）          | 井森美幸 住谷杏奈 スザンヌ オードリー亜谷香                                                                       | ファッションセンターしまむら・アベイル サニーモール西葛西店   | |
| 146                         | 7月11日            | 山里亮太（南海キャンディーズ）          | 井森美幸 住谷杏奈 スザンヌ オードリー亜谷香                                                                       | MARK IS みなとみらい                                          | |
| 145                         | 7月4日             | 山里亮太（南海キャンディーズ）          | 河北麻友子 早見優 鈴木紗理奈 高橋メアリージュン                                                                   | 東京ソラマチ                                                  | |
| 147                         | 7月25日            | 山里亮太（南海キャンディーズ）          | 光浦靖子（オアシズ） 秋本祐希 にわみきほ 有末麻祐子                                                               | collect point 原宿店                                          | |
| 148                         | 8月8日             | 山里亮太（南海キャンディーズ）          | 河北麻友子 新川優愛 土屋巴瑞季 岡田紗佳                                                                           | FOREVER21 新宿店                                              | |
| 149                         | 8月22日            | 山里亮太（南海キャンディーズ）          | マギー いかりさとみ 知念里奈 田中美保                                                                             | ららぽーとTOKYO-BAY                                           | |
| 150                         | 9月5日             | 山里亮太（南海キャンディーズ）          | はしのえみ 堀田茜 Nana（MAX） 藤井悠                                                                              | H&M 渋谷店                                                    | |
| 151                         | 9月19日            | 山里亮太（南海キャンディーズ）          | 丸高愛実 マルシア おのののか 佐藤江梨子                                                                           | G.U. 銀座店                                                   | |
| 152                         | 10月3日            | 山里亮太（南海キャンディーズ）          | 佐藤ありさ 道端アンジェリカ 榊原郁恵 中山エミリ                                                                   | FOREVER21 新宿店                                              | |
| 153                         | 10月17日           | 山里亮太（南海キャンディーズ）          | 宮田聡子 五明祐子 安田美沙子 菊地亜美                                                                             | ユニクロ MARK IS みなとみらい店                               | |
| 154                         | 10月31日           | 山里亮太（南海キャンディーズ）          | 新山千春 RIKACO 加藤夏希 中村アン                                                                                 | H&M 渋谷店                                                    | |
| 155                         | 11月7日            | 山里亮太（南海キャンディーズ）          | 河北麻友子 水卜麻美（日本テレビアナウンサー） マギー 小島瑠璃子                                                   | G.U. 銀座店                                                   | |
| 156                         | 11月21日           | 山里亮太（南海キャンディーズ）          | 前田典子 山口もえ 宇野実彩子（AAA） 大石参月                                                                      | 東京ソラマチ                                                  | |
| 157                         | 12月5日            | 山里亮太（南海キャンディーズ）          | 細川直美 秋本祐希 益若つばさ カーラ・カバーリ                                                                     | ファッションセンターしまむら・アベイル サニーモール西葛西店   | カーラのサポート役として河北麻友子が出演                                                                          |
| 158                         | 12月19日           | 山里亮太（南海キャンディーズ）          | 河北麻友子 川村エミコ（たんぽぽ） 近藤くみこ（ニッチェ） 井森美幸                                                 | FOREVER21 新宿店                                              | |
| 2015年（平成27年）          |                    |                                         | |                                                               | |
| 回                          | 放送日             | MC                                      | ゲスト | 舞台                                                          | 備考 |
| 159                         | 1月9日             | 山里亮太（南海キャンディーズ）          | 岡本玲 橋本志穂 道端カレン くみっきー                                                                             | G.U. 銀座店                                                   | |
| 160                         | 1月23日            | 山里亮太（南海キャンディーズ）          | RIKACO 山口もえ 鈴木友菜 秋元梢                                                                                   | H&M 渋谷店                                                    | |
| 161                         | 2月6日             | 山里亮太（南海キャンディーズ）          | 倉本康子 坂下千里子 田中美保 堀田茜                                                                               | FOREVER21 新宿店                                              | |
| 162                         | 2月20日            | 山里亮太（南海キャンディーズ）          | 五明祐子 磯山さやか ラブリ 筧美和子                                                                               | ユニクロ MARK IS みなとみらい店                               | |
| 163                         | 3月6日             | 山里亮太（南海キャンディーズ）          | 下村実生（フェアリーズ） 田中美麗（SUPER☆GiRLS） 和田彩花（アンジュルム） 根岸愛（PASSPO☆）                       | SHIBUYA109                                                    | |
| 164                         | 3月20日            | 山里亮太（南海キャンディーズ）          | 佐藤ありさ 宮田聡子 宮城舞 近藤千尋                                                                               | G.U. 銀座店                                                   | |
| 165                         | 4月3日             | 山里亮太（南海キャンディーズ）          | 千秋 秋本祐希 くみっきー 高橋ユウ                                                                                 | H&M 渋谷店                                                    | |
| 166                         | 4月17日            | 山里亮太（南海キャンディーズ）          | 鈴木紗理奈 いかりさとみ 堀田茜 春輝                                                                               | ユニクロ・G.U. 御徒町店                                       | |
| 167                         | 5月1日             | 山里亮太（南海キャンディーズ）          | 井森美幸 山口もえ 益若つばさ 大島麻衣                                                                             | ファッションセンターしまむら 港北東急S.C.店                   | |
| 168                         | 5月22日            | 山里亮太（南海キャンディーズ）          | 早見優 重盛さと美 道端アンジェリカ 小椋久美子                                                                     | イオンレイクタウンmori                                        | |
| 169                         | 5月29日            | 山里亮太（南海キャンディーズ）          | RIKACO 安藤美姫 市川紗椰 菊地亜美                                                                                 | FOREVER21 ららぽーと新三郷店                                  | |
| 170                         | 6月12日            | 山里亮太（南海キャンディーズ）          | 篠原ともえ 安倍なつみ 倉本康子 遼河はるひ                                                                         | H&M 渋谷店                                                    | |
| 171                         | 6月26日            | 山里亮太（南海キャンディーズ）          | 紫吹淳 鈴木紗理奈 宮田聡子 福田沙紀                                                                               | G.U. 銀座店                                                   | |
| 172                         | 7月10日            | 山里亮太（南海キャンディーズ）          | 河北麻友子 千秋 hitomi May J.                                                                                     | FOREVER21 コクーンシティ店                                    | |
| 173                         | 7月24日            | 山里亮太（南海キャンディーズ）          | 相川七瀬 益若つばさ 山口もえ 矢野未希子                                                                           | ファッションセンターしまむら 港北東急S.C.店                   | |
| 174                         | 8月14日            | 山里亮太（南海キャンディーズ）          | 三吉彩花 松井愛莉 ダレノガレ明美 ラブリ                                                                           | Bershka 渋谷店                                                | |
| 175                         | 8月28日            | 山里亮太（南海キャンディーズ）          | 河北麻友子 五明祐子 鈴木紗理奈 菊地亜美                                                                           | H&M 渋谷店                                                    | |
| 176                         | 9月11日            | 山里亮太（南海キャンディーズ）          | RIKACO 馬場典子 NANA（MAX） 藤田ニコル                                                                            | ユニクロ 銀座店                                               | |
| 177                         | 10月2日            | 山里亮太（南海キャンディーズ）          | 三吉彩花 吉本実憂 坂下千里子 磯山さやか                                                                           | G.U. 銀座店                                                   | |
| 178                         | 10月16日           | 山里亮太（南海キャンディーズ）          | 田中律子 千秋 池田エライザ 宮城舞                                                                                 | FOREVER21 新宿店                                              | |
| 179                         | 10月30日           | 山里亮太（南海キャンディーズ）          | 井森美幸 くみっきー 吉倉あおい 岡井千聖                                                                           | ファッションセンターしまむら・アベイル サニーモール西葛西店   | |
| 180                         | 11月13日           | 山里亮太（南海キャンディーズ）          | 金田朋子 山口もえ 滝沢カレン 大屋夏南                                                                             | アーバンドック ららぽーと豊洲                                 | |
| 181                         | 11月27日           | 山里亮太（南海キャンディーズ）          | 久本雅美 鈴木紗理奈 秋本祐希 内田理央                                                                             | ユニクロ MARK IS みなとみらい店                               | |
| 182                         | 12月11日           | 山里亮太（南海キャンディーズ）          | 紫吹淳 平山あや 高橋愛 矢野未希子                                                                                 | H&M 渋谷店                                                    | |
| 2016年（平成28年）          |                    |                                         | |                                                               | |
| 回                          | 放送日             | MC                                      | ゲスト | 舞台                                                          | 備考 |
| 183                         | 1月8日             | 山里亮太（南海キャンディーズ）          | 飯田香織 保田圭 石川梨華 吉澤ひとみ                                                                               | FOREVER21 渋谷店                                              | |
| 184                         | 1月15日            | 山里亮太（南海キャンディーズ）          | RIKACO 遼河はるひ 佐藤ありさ 祐真キキ                                                                             | G.U. 銀座店                                                   | |
| 185                         | 1月29日            | 山里亮太（南海キャンディーズ）          | 五明祐子 佐藤仁美 重盛さと美 高田秋                                                                               | ファッションセンターしまむら・アベイル 港北東急S.C.店         | |
| 186                         | 2月12日            | 山里亮太（南海キャンディーズ）          | 倉本康子 益若つばさ 大川藍 菊地亜美                                                                               | ユニクロ 御徒町店                                             | |
| 187                         | 2月26日            | 山里亮太（南海キャンディーズ）          | hitomi 映美くらら ラブリ 河北麻友子                                                                               | H&M 渋谷店                                                    | |
| 188                         | 3月11日            | 山里亮太（南海キャンディーズ）          | 生田智子 川田裕美 くみっきー ダレノガレ明美                                                                       | FOREVER21 新宿店                                              | |
| 189                         | 3月25日            | 山里亮太（南海キャンディーズ）          | 千秋 磯山さやか 佐藤ありさ 林田岬優                                                                               | Bershka 渋谷店                                                | |
| 190                         | 4月8日             | 山里亮太（南海キャンディーズ）          | 森口博子 青木愛 川崎希 LIZA                                                                                       | G.U. 銀座店                                                   | |
| 191                         | 4月29日            | 山里亮太（南海キャンディーズ）          | RIKACO 山口もえ 藤田ニコル ぺこ&りゅうちぇる                                                                      | ショッピングセンターしまむら・アベイル サニーモール西葛西店   | |
| 192                         | 5月6日             | 山里亮太（南海キャンディーズ）          | RIKACO 山口もえ 藤田ニコル ぺこ&りゅうちぇる                                                                      | ラフォーレ原宿                                                | |
| 193                         | 5月13日            | 山里亮太（南海キャンディーズ）          | 鈴木紗理奈 坂下千里子 高橋愛 堀田茜                                                                               | H&M SHIBUYA                                                   | |
| 194                         | 5月20日            | 山里亮太（南海キャンディーズ）          | 井森美幸 中山エミリ 宮城舞 中村静香                                                                               | FOREVER21 新宿店                                              | |
| 195                         | 6月3日             | 山里亮太（南海キャンディーズ）          | 倉本康子 NANA（MAX） 佐藤仁美 くみっきー                                                                          | ユニクロ 御徒町店                                             | |
| 196                         | 6月17日            | 山里亮太（南海キャンディーズ）          | 千秋 矢野未希子 佐野ひなこ 飯豊まりえ                                                                             | パシオス 錦糸町店                                             | |
| 197                         | 7月1日             | 山里亮太（南海キャンディーズ）          | 五明祐子 山崎紘菜 磯山さやか 鈴木奈々                                                                             | Bershka渋谷店                                                 | |
| 198                         | 7月15日            | 山里亮太（南海キャンディーズ）          | 生田智子 安田美沙子 LIZA 古畑星夏                                                                                 | G.U. 銀座店                                                   | |
| 199                         | 7月29日            | 山里亮太（南海キャンディーズ）          | 浜口京子 高橋みゆき 丸山桂里奈 青木愛                                                                             | H&M 渋谷店                                                    | |
| 200                         | 8月5日             | 山里亮太（南海キャンディーズ）          | 浜口京子 高橋みゆき 丸山桂里奈 青木愛                                                                             | 南砂町ショッピングセンターSUNAMO                              | |
| 201                         | 8月12日            | 山里亮太（南海キャンディーズ）          | 益若つばさ BENI 堀田茜 河村美咲                                                                                   | パシオス 川崎店                                               | |
| 202                         | 8月19日            | 山里亮太（南海キャンディーズ）          | RIKACO 井森美幸 岡田結実 鹿沼憂妃                                                                                 | ファッションセンターしまむら・アベイル サニーモール西葛西店   | |
| 203                         | 8月26日            | 山里亮太（南海キャンディーズ）          | RIKACO 井森美幸 岡田結実 鹿沼憂妃                                                                                 | ラクーア                                                      | |
| 204                         | 9月9日             | 山里亮太（南海キャンディーズ）          | 田中律子 NANA（MAX） 重盛さと美 古畑星夏                                                                          | ユニクロ 御徒町店                                             | |
| 205                         | 9月23日            | 山里亮太（南海キャンディーズ）          | とよた真帆 安田美沙子 ラブリ 中村静香                                                                             | Bershka 渋谷店                                                | |
| 206                         | 10月7日            | 山里亮太（南海キャンディーズ）          | 遼河はるひ 高橋愛 くみっきー 河北麻友子                                                                           | G.U. 銀座店                                                   | |
| 207                         | 10月21日           | 山里亮太（南海キャンディーズ）          | 千秋 紫吹淳 宮田聡子 ベック                                                                                       | H&M 渋谷店                                                    | |
| 208                         | 11月4日            | 山里亮太（南海キャンディーズ）          | 森口博子 神田愛花 安藤美姫 三吉彩花                                                                               | FOREVER 21 新宿店                                             | |
| 209                         | 11月18日           | 山里亮太（南海キャンディーズ）          | 五明祐子 中山エミリ 菊地亜美 ベック                                                                               | ファッションセンターしまむら・アベイル サニーモール西葛西店   | |
| 210                         | 11月25日           | 山里亮太（南海キャンディーズ）          | 手塚理美 倉本康子 益若つばさ 重盛さと美                                                                           | のとや 赤塚本店                                               | |
| 211                         | 12月2日            | 山里亮太（南海キャンディーズ）          | 手塚理美 倉本康子 益若つばさ 重盛さと美                                                                           | 東京ソラマチ                                                  | |
| 212                         | 12月23日           | 山里亮太（南海キャンディーズ）          | 井森美幸 磯山さやか 高橋愛 佐藤エリ                                                                               | ヴィーナスフォート                                            | |
| 2017年（平成29年）          |                    |                                         | |                                                               | |
| 回                          | 放送日             | MC                                      | ゲスト | 舞台                                                          | 備考 |
| 213                         | 1月13日            | 山里亮太（南海キャンディーズ）          | 井森美幸 磯山さやか 高橋愛 佐藤エリ                                                                               | Bershka 渋谷店                                                | |
| 214                         | 1月20日            | 山里亮太（南海キャンディーズ）          | RIKACO 秋本祐希 藤田ニコル 水沢エレナ                                                                             | ABAB 上野店                                                   | |
| 215                         | 1月27日            | 山里亮太（南海キャンディーズ）          | 渡辺美奈代 鈴木紗理奈 ベック 朝比奈彩                                                                             | H&M 渋谷店                                                    | |
| 216                         | 2月3日             | 山里亮太（南海キャンディーズ）          | 渡辺美奈代 鈴木紗理奈 ベック 朝比奈彩                                                                             | 三井アウトレットパーク 幕張                                   | |
| 217                         | 2月17日            | 山里亮太（南海キャンディーズ）          | 森口博子 磯山さやか ラブリ 石川恋                                                                                 | G.U. 銀座店                                                   | |
| 218                         | 2月24日            | 山里亮太（南海キャンディーズ）          | 千秋 相川七瀬 田中美保 飯豊まりえ                                                                                 | FOREVER21 新宿店                                              | |
| 219                         | 3月3日             | 山里亮太（南海キャンディーズ）          | 坂下千里子 浜口京子 八木アリサ 水原ゆき                                                                           | ユニクロ 銀座店                                               | |
| 220                         | 3月17日            | 山里亮太（南海キャンディーズ）          | ダレノガレ明美 ベック 朝比奈彩 藤田ニコル                                                                         | ファッションセンターしまむら・アベイル サニーモール西葛西店   | |
| 221                         | 4月7日             | 山里亮太（南海キャンディーズ）          | RIKACO 益若つばさ 堀田茜 山崎紘菜                                                                                 | Bershka 渋谷店                                                | |
| 222                         | 4月21日            | 山里亮太（南海キャンディーズ）          | 生田智子 重盛さと美 宮田聡子 大石絵理                                                                             | H&M 渋谷店                                                    | |
| 223                         | 5月19日            | 山里亮太（南海キャンディーズ）          | 遼河はるひ 磯山さやか くみっきー 谷まりあ                                                                         | G.U. 銀座店                                                   | |
| 224                         | 6月2日             | 山里亮太（南海キャンディーズ）          | 熊谷真実 REINA 浜口京子 堀田茜                                                                                    | FOREVER21 新宿店                                              | |
| 225                         | 6月9日             | 山里亮太（南海キャンディーズ）          | 手塚理美 鈴木紗理奈 ベック emma                                                                                   | GAP フラッグシップ銀座                                        | |
| 226                         | 7月14日            | 山里亮太（南海キャンディーズ）          | とよた真帆 千秋 筧美和子 岡田紗佳                                                                                 | ファッションセンターしまむら・アベイル 港北東急S.C.店         | |
| 227                         | 7月21日            | 山里亮太（南海キャンディーズ）          | 平子理沙 土屋アンナ 江野沢愛美 池田美優                                                                           | G.U. 銀座店                                                   | |
| 228                         | 8月11日            | 山里亮太（南海キャンディーズ）          | RIKACO ダレノガレ明美 高橋メアリージュン 谷まりあ                                                                 | パシオス 川崎店                                               | |
| 229                         | 8月18日            | 山里亮太（南海キャンディーズ）          | 井森美幸 小倉優子 滝沢カレン 朝日奈央                                                                             | FOREVER21 新宿店                                              | |
| 230                         | 8月25日            | 山里亮太（南海キャンディーズ）          | 井森美幸 小倉優子 滝沢カレン 朝日奈央                                                                             | センスオブプレイス バイ アーバンリサーチ キュープラザ原宿店   | |
| 231                         | 9月15日            | 山里亮太（南海キャンディーズ）          | 熊谷真実 平野ノラ ベック 朝比奈彩                                                                                 | ユニクロ 御徒町店                                             | |
| 232                         | 10月6日            | 山里亮太（南海キャンディーズ）          | RIKACO 河北麻友子 マギー 藤田ニコル                                                                               | H&M 渋谷店                                                    | |
| 233                         | 10月13日           | 山里亮太（南海キャンディーズ）          | 千秋 紫吹淳 くみっきー 佐藤晴美（E-girls）                                                                        | G.U. 横浜港北ノースポート・モール店                           | |
| 234                         | 10月27日           | 山里亮太（南海キャンディーズ）          | 八代亜紀 佐藤仁美 重盛さと美 鈴木友菜                                                                             | FOREVER21 渋谷店                                              | |
| 235                         | 11月10日           | 山里亮太（南海キャンディーズ）          | 倉本康子 丸山桂里奈 畠山愛理 池田美優                                                                             | ファッションセンターしまむら・アベイル サニーモール西葛西店   | |
| 236                         | 11月24日           | 山里亮太（南海キャンディーズ）          | 倉本康子 丸山桂里奈 畠山愛理 池田美優                                                                             | イオンモール幕張新都心                                        | |
| 237                         | 11月17日           | 山里亮太（南海キャンディーズ）          | RIKACO 滝菜月（日本テレビアナウンサー） 益若つばさ バービー（フォーリンラブ）                                     | GAP フラッグシップ原宿店                                      | |
| 238                         | 12月8日            | 山里亮太（南海キャンディーズ）          | 高橋由美子 佐野ひなこ 河北麻友子 山崎静代（南海キャンディーズ）                                                   | G.U. 御徒町店                                                 | |
| 239                         | 12月22日           | 山里亮太（南海キャンディーズ）          | 井森美幸 いとうあさこ 河北麻友子 藤田ニコル                                                                       | ラフォーレ原宿                                                | |
| 2018年（平成30年）          |                    |                                         | |                                                               | |
| 回                          | 放送日             | MC                                      | ゲスト | 舞台                                                          | 備考 |
| 240                         | 1月12日            | 山里亮太（南海キャンディーズ）          | 井森美幸 いとうあさこ 河北麻友子 箕輪はるか（ハリセンボン）                                                       | ファッションセンターしまむら・アベイル サニーモール西葛西店   | |
| 241                         | 1月26日            | 山里亮太（南海キャンディーズ）          | 髙田万由子 バービー（フォーリンラブ） 池端レイナ 池田美優                                                         | センスオブプレイス キュープラザ原宿店                         | |
| 242                         | 2月2日             | 山里亮太（南海キャンディーズ）          | 熊谷真実 辺見えみり 山﨑ケイ（相席スタート） 三戸なつめ                                                           | FOREVER21 新宿店                                              | |
| 243                         | 2月16日            | 山里亮太（南海キャンディーズ）          | 倉本康子 土屋アンナ ベック 井上咲楽                                                                               | のとや 赤塚本店                                               | |
| 244                         | 2月23日            | 山里亮太（南海キャンディーズ）          | 倉本康子 土屋アンナ ガンバレルーヤ 井上咲楽                                                                       | マロニエゲート銀座２                                          | |
| 245                         | 3月9日             | 山里亮太（南海キャンディーズ）          | 武田修宏 藤本敏史（FUJIWARA） りゅうちぇる 西銘駿                                                                 | ラフォーレ原宿                                                | 企画初のメンズ大会                                                                                                |
| 246                         | 3月16日            | 山里亮太（南海キャンディーズ）          | 松本伊代 森口博子 渡辺美奈代 小池美由                                                                             | Bershka 渋谷店                                                | |
| 247                         | 3月23日            | 山里亮太（南海キャンディーズ）          | 松本伊代 森口博子 渡辺美奈代 朝日奈央                                                                             | ユニクロ 池袋サンシャイン６０通り店                           | |
| 248                         | 3月30日            | 山里亮太（南海キャンディーズ）          | 井森美幸 いとうあさこ 藤田ニコル 河北麻友子                                                                       | SHIBUYA109                                                    | |
| 249                         | 4月6日             | 山里亮太（南海キャンディーズ）          | 井森美幸 いとうあさこ 河北麻友子 小島瑠璃子                                                                       | H&M 渋谷店                                                    | |
| 250                         | 4月13日            | 山里亮太（南海キャンディーズ）          | RIKACO 平野ノラ 馬場園梓（アジアン） 加藤ナナ                                                                     | ファッションセンターしまむら・アベイル サニーモール西葛西店   | |
| 251                         | 4月20日            | 山里亮太（南海キャンディーズ）          | 高田延彦 武田修宏 小宮浩信（三四郎） 須賀健太                                                                     | 三井アウトレットパーク幕張                                    | |
| 252                         | 5月11日            | 山里亮太（南海キャンディーズ）          | RIKACO 平野ノラ 馬場園梓（アジアン） 池田美優                                                                     | 東洋百貨店                                                    | |
| 253                         | 5月18日            | 山里亮太（南海キャンディーズ）          | 千秋 遼河はるひ AYA 重盛さと美                                                                                    | FOREVER21 ららぽーと新三郷店                                  | |
| 254                         | 6月1日             | 山里亮太（南海キャンディーズ）          | 椿鬼奴 遼河はるひ AYA 重盛さと美                                                                                  | ららぽーと新三郷                                              | |
| 255                         | 6月15日            | 山里亮太（南海キャンディーズ）          | 原田龍二 小沢一敬（スピードワゴン） 加藤諒 山下健二郎 （三代目 J SOUL BROTHERS from EXILE TRIBE）                 | アーバンドック ららぽーと豊洲                                 | |
| 256                         | 6月22日            | 山里亮太（南海キャンディーズ）          | 紫吹淳 倉本康子 神田愛花 やしろ優                                                                                 | G.U. 銀座店                                                   | |
| 257                         | 7月13日            | 山里亮太（南海キャンディーズ）          | 紫吹淳 倉本康子 神田愛花 やしろ優                                                                                 | イクスピアリ                                                  | |
| 258                         | 7月20日            | 山里亮太（南海キャンディーズ）          | RIKACO 椿鬼奴 馬場園梓（アジアン） みかん                                                                         | ラフォーレ原宿                                                | |
| 259                         | 7月27日            | 山里亮太（南海キャンディーズ）          | RIKACO 椿鬼奴 馬場園梓（アジアン） 堀田茜                                                                         | センス オブ プレイス バイ アーバンリサーチ キュープラザ原宿店 | |
| 260                         | 8月3日             | 山里亮太（南海キャンディーズ）          | 藤本敏史（FUJIWARA） 児嶋一哉（アンジャッシュ） 小林豊（BOYS AND MEN） りゅうちぇる                               | ダイバーシティ東京プラザ                                      | |
| 261                         | 8月24日            | 山里亮太（南海キャンディーズ）          | 井森美幸 野呂佳代 鈴木奈々 井上咲楽                                                                               | ファッションセンターしまむら・アベイル サニーモール西葛西店   | |
| 262                         | 8月31日            | 山里亮太（南海キャンディーズ）          | 井森美幸 益若つばさ 鈴木奈々 井上咲楽                                                                             | H&M 渋谷店                                                    | |
| 263                         | 9月7日             | 山里亮太（南海キャンディーズ）          | 松本伊代 鈴木亜美 藤井香愛 岡井千聖                                                                               | ABAB 上野店                                                   | |
| 264                         | 9月14日            | 山里亮太（南海キャンディーズ）          | 松本伊代 鈴木亜美 池端レイナ 岡井千聖                                                                             | ユニクロ 池袋サンシャイン60通り店                             | |
| 265                         | 10月5日            | 山里亮太（南海キャンディーズ）          | 千秋 西山茉希 ゆきぽよ 西野未姫                                                                                   | パシオス 川崎店                                               | |
| 266                         | 10月12日           | 山里亮太（南海キャンディーズ）          | 千秋 西山茉希 ゆきぽよ 西野未姫                                                                                   | ヴィーナスフォート                                            | |
| 267                         | 10月26日           | 山里亮太（南海キャンディーズ）          | 井森美幸 鈴木奈々 みちょぱ（池田美優） 井上咲楽                                                                   | ABAB 上野店                                                   | |
| 268                         | 11月2日            | 山里亮太（南海キャンディーズ）          | RIKACO 潮田玲子 バービー（フォーリンラブ） 山田ローラ                                                             | ラフォーレ原宿                                                | |
| 269                         | 11月9日            | 山里亮太（南海キャンディーズ）          | RIKACO 潮田玲子 バービー（フォーリンラブ） 山田ローラ                                                             | G.U. ダイバーシティ東京プラザ店                               | |
| 270                         | 11月23日           | 山里亮太（南海キャンディーズ）          | 藤本敏史（FUJIWARA） 木下隆行（TKO） 須賀健太 濱田龍臣                                                            | ららぽーと豊洲                                                | |
| 271                         | 12月7日            | 山里亮太（南海キャンディーズ）          | 山口もえ 野呂佳代 菊地亜美 ゆきぽよ                                                                               | ファッションセンターしまむら・アベイル サニーモール西葛西店   | |
| 272                         | 12月21日           | 山里亮太（南海キャンディーズ）          | 丸山桂里奈 はら（ゆにばーす） 菊地亜美 ゆきぽよ                                                                   | イクスピアリ                                                  | |
| 2019年（平成31年/令和元年） |                    |                                         | |                                                               | |
| 回                          | 放送日             | MC                                      | ゲスト | 舞台                                                          | 備考 |
| 273                         | 1月11日            | 山里亮太（南海キャンディーズ）          | 姿月あさと 遼河はるひ 佐藤晴美（E-girls） 藤井夏恋（E-girls）                                                     | FOREVER21 横浜店                                              | |
| 274                         | 1月25日            | 山里亮太（南海キャンディーズ）          | 姿月あさと 遼河はるひ 佐藤晴美（E-girls） 楓（E-girls）                                                           | ららぽーと横浜                                                | |
| 275                         | 2月15日            | 山里亮太（南海キャンディーズ）          | RIKACO 藤田朋子 福原遥 紺野ぶるま                                                                                 | H&M 渋谷店                                                    | |
| 276                         | 3月1日             | 山里亮太（南海キャンディーズ）          | 藤田朋子 RIKACO 福原遥 伊藤桃々                                                                                   | ラゾーナ川崎プラザ                                            | |
| 277                         | 3月15日            | 山里亮太（南海キャンディーズ）          | 小島奈津子 神田愛花 徳島えりか（日本テレビアナウンサー） 吉田明世                                                 | G.U. 渋谷店                                                   | |
| 278                         | 3月29日            | 山里亮太（南海キャンディーズ）          | 飯尾和樹（ずん） 武田真治 黒羽麻璃央 夢屋まさる                                                                   | ダイバーシティ東京プラザ                                      | |
| 279                         | 4月12日            | 山里亮太（南海キャンディーズ）          | 小島奈津子 神田愛花 吉田明世 滝菜月（日本テレビアナウンサー）                                                     | ららぽーと豊洲                                                | |
| 280                         | 5月10日            | 山里亮太（南海キャンディーズ）          | 井森美幸 森口博子 王林（りんご娘） ファーストサマーウイカ                                                         | ファッションセンターしまむら・アベイル                        | |
| 281                         | 5月24日            | 山里亮太（南海キャンディーズ）          | 井森美幸 森口博子 渡辺舞 王林                                                                                     | 錦糸町PARCO                                                   | |
| 282                         | 6月7日             | 山里亮太（南海キャンディーズ）          | 渡辺美奈代 辻希美 Dream Ami 伊藤桃々                                                                              | H&M 渋谷店                                                    | |
| 283                         | 6月14日            | 山里亮太（南海キャンディーズ）          | 飯尾和樹（ずん） 小峠英二（バイきんぐ） 加藤諒 佐久間大介（Snow Man）                                             | 東京ソラマチ                                                  | |
| 284                         | 6月28日            | 山里亮太（南海キャンディーズ）          | 渡辺美奈代 辻希美 Dream Ami 生駒里奈                                                                              | ヴィーナスフォート                                            | |
| 285                         | 7月12日            | 山里亮太（南海キャンディーズ）          | 千秋 佐藤仁美 田中道子 福原遥                                                                                     | ファッションセンターしまむら・アベイル                        | |
| 286                         | 7月26日            | 山里亮太（南海キャンディーズ）          | 井森美幸 ゆきぽよ 伊藤桃々 中野恵那                                                                               | H&M 渋谷店                                                    | |
| 287                         | 8月2日             | 山里亮太（南海キャンディーズ）          | 千秋 佐藤仁美 伊藤ニーナ 福原遥                                                                                   | G.U. ダイバーシティ東京プラザ店                               | |
| 288                         | 8月16日            | 山里亮太（南海キャンディーズ）          | パンツェッタ・ジローラモ 酒井一圭（純烈） 庄司智春（品川庄司） タクヤ（超特急）                                   | 池袋・サンシャインシティ                                      | |
| 289                         | 8月23日            | 山里亮太（南海キャンディーズ）          | 武田修宏 木下隆行（TKO） 宮下草薙（宮下兼史鷹・草薙航基） 四千頭身（都築拓紀・後藤拓実・石橋遼大）                | ダイバーシティ東京プラザ                                      | |
| 290                         | 8月30日            | 山里亮太（南海キャンディーズ）          | 井森美幸 橋本マナミ ゆきぽよ りんごちゃん                                                                         | KINJI 原宿店                                                  | |
| 291                         | 9月13日            | 山里亮太（南海キャンディーズ）          | 椿鬼奴 バービー（フォーリンラブ） 浜口京子 高橋ユウ                                                               | ユニクロ サンシャインシティ60通り店                           | |
| 292                         | 9月20日            | 山里亮太（南海キャンディーズ）          | 浜口京子 高橋ユウ 石橋穂乃香 西脇彩華（9nine）                                                                    | ABAB 上野店                                                   | |
| 293                         | 10月11日           | 山里亮太（南海キャンディーズ）          | 藤田朋子 しずちゃん（南海キャンディーズ） トリンドル玲奈 富田望生                                                 | H&M 渋谷店                                                    | |
| 294                         | 10月25日           | 山里亮太（南海キャンディーズ）          | 藤田朋子 しずちゃん（南海キャンディーズ） トリンドル玲奈 富田望生                                                 | ファッションセンターしまむら・アベイル                        | |
| 295                         | 11月1日            | 山里亮太（南海キャンディーズ）          | 飯尾和樹（ずん） 中岡創一（ロッチ） 桐山漣 鍵本輝                                                                 | ららぽーと豊洲                                                | |
| 296                         | 11月8日            | 山里亮太（南海キャンディーズ）          | RIKACO すみれ 河北麻友子 れいぽよ（土屋怜奈）                                                                     | パシオス 川崎ルフロン店                                       | |
| 297                         | 11月15日           | 山里亮太（南海キャンディーズ）          | RIKACO すみれ 河北麻友子 れいぽよ（土屋怜奈）                                                                     | 錦糸町PARCO                                                   | |
| 298                         | 12月6日            | 山里亮太（南海キャンディーズ）          | フォーリンラブ（ハジメ・バービー） 相席スタート（山﨑ケイ・山添寛） 辻希美&杉浦太陽夫婦 川崎希&アレクサンダー夫婦 | イオンモール幕張新都心                                        | 初のタッグ戦 |
| 299                         | 12月20日           | 山里亮太（南海キャンディーズ）          | 辻希美 川崎希 バービー（フォーリンラブ） フワちゃん                                                               | H&M イオンモール幕張新都心店                                  | |
| 2020年（令和2年）           |                    |                                         | |                                                               | |
| 回                          | 放送日             | MC                                      | ゲスト | 舞台                                                          | 備考 |
| 300                         | 1月10日            | 山里亮太（南海キャンディーズ）          | 井森美幸 大友花恋 井上咲楽 西野未姫                                                                               | SHIBUYA109                                                    | |
| 301                         | 1月24日            | 山里亮太（南海キャンディーズ）          | 井森美幸 大友花恋 菜波 西野未姫                                                                                   | ダイバーシティ東京プラザ                                      | |
| 302                         | 1月31日            | 山里亮太（南海キャンディーズ）          | 中岡創一（ロッチ） 上地雄輔 宮下草薙（宮下兼史鷹・草薙航基） 大橋和也（なにわ男子）                               | MAGNET by SHIBUYA109                                          | |
| 303                         | 2月7日             | 山里亮太（南海キャンディーズ）          | 中岡創一（ロッチ） 上地雄輔 宮下草薙（宮下兼史鷹・草薙航基） 島太星（NORD）                                       | 池袋・サンシャインシティ                                      | |
| 304                         | 2月14日            | 山里亮太（南海キャンディーズ）          | フワちゃん 柳橋唯 生見愛瑠 ヴァンゆん                                                                             | H&M SHIBUYA                                                   | |
| 305                         | 3月6日             | 山里亮太（南海キャンディーズ）          | 浜口京子 馬場園梓（アジアン） 生見愛瑠 前田こころ（BEYOOOOONDS）                                                  | イクスピアリ                                                  | |
| 306                         | 3月13日            | 山里亮太（南海キャンディーズ）          | RIKACO 千秋 SHELLY 河北麻友子                                                                                     | G.U. 銀座店                                                   | |
| 307                         | 3月27日            | 山里亮太（南海キャンディーズ）          | RIKACO 千秋 河北麻友子 滝菜月（日本テレビアナウンサー）                                                           | ファッションセンターしまむら・アベイル サニーモール西葛西店   | この回を持ってMCの山里亮太が卒業 また、常連出演者の井森美幸がVTRで出演                                            |
| 308                         | 4月3日             | 中岡創一（ロッチ）                      | 藤田朋子 佐藤仁美 吉谷彩子 ねお                                                                                   | SHIBUYA109                                                    | |
| 309                         | 4月10日            | 中岡創一（ロッチ）                      | 藤田朋子 佐藤仁美 倉本康子 薄幸（納言）                                                                           | ユニクロ サンシャインシティ60通り店                           | |
| 310                         | 7月3日             | 川島明（麒麟）                          | RIKACO 山口もえ 朝日奈央 ねお                                                                                     | スーパーセカンドストリート 大宮日進店                         | |
| 311                         | 7月10日            | 川島明（麒麟）                          | RIKACO 山口もえ 朝日奈央 ねお                                                                                     | ファッションレンタルサービス アールカワイイ                   | コーナー史上初めて倉庫での対決                                                                                    |
| 312                         | 7月24日            | 青木源太（日本テレビアナウンサー）      | 千秋 丸山桂里奈 山﨑ケイ（相席スタート） 武田玲奈                                                                 | タカハシ 南町店                                               | |
| 313                         | 7月31日            | 宮下兼史鷹（宮下草薙）                  | 千秋 丸山桂里奈 山﨑ケイ（相席スタート） 武田玲奈                                                                 | トレファクスタイル 調布国領店                                 | |
| 314                         | 8月7日             | 飯尾和樹（ずん）                        | 佐藤仁美 貴島明日香 ゆきぽよ よしミチ姉弟                                                                         | SPINNS 池袋店                                                 | |
| 315                         | 8月21日            | 飯尾和樹（ずん）                        | 佐藤仁美 貴島明日香 ゆきぽよ よしミチ姉弟                                                                         | ドンドンダウン オン ウェンズデイ 足立江北店                   | |
| 316                         | 9月4日             | 黒羽麻璃央                              | 土屋アンナ 辻希美 山之内すず メドウズ舞良                                                                         | KINJI 原宿店                                                  | 挑戦者についてリサーチで得た情報を麻璃央'sMEMOとして披露 また、金曜レギュラーの陣内へのコーディネートを作成した。 |
| 317                         | 9月11日            | 黒羽麻璃央                              | 土屋アンナ 辻希美 山之内すず 高瀬真奈 (@manatakase_) - Instagram                                                  | 上野・ハトヤ                                                  | 挑戦者についてリサーチで得た情報を麻璃央'sMEMOとして披露 また、金曜レギュラーの陣内へのコーディネートを作成した。 |
| 318                         | 9月25日            | 中岡創一（ロッチ）                      | マリアン&Ami 本仮屋リイナ 横澤夏子 RIKACO                                                                         | 原宿・ベースヤード トウキョー                                 | |
| 319                         | 10月2日            | 中岡創一（ロッチ）                      | マリアン&Ami 本仮屋リイナ 藤田ニコル RIKACO                                                                       | ライトオン HARAJUKU TOKYO店                                   | |
| 320                         | 10月9日            | 宮下草薙                                | 熊谷真実 王林（りんご娘） 香音 なちょす                                                                           | トレファクスタイル 調布国領店                                 | |
| 321                         | 10月16日           | 宮下草薙                                | 熊谷真実 王林（りんご娘） 香音 なちょす                                                                           | GAP フラッグシップ銀座                                        | 初めてコンビでMCを務める。                                                                                        |
| 322                         | 11月6日            | 山之内すず                              | きつね 河野純喜（JO1） 瀬戸利樹 ゆうたろう                                                                        | スーパーセカンドストリート 大宮日進店                         | 当企画初めての女性MC                                                                                              |
| 323                         | 11月13日           | 河北麻友子                              | きつね 川尻蓮（JO1） 瀬戸利樹 ゆうたろう                                                                          | アンドブリッジ 西大宮店                                       | 初の現役ヒルナンデス!レギュラーによるMC                                                                           |
| 324                         | 12月4日            | すゑひろがりず                          | 岡本夏美 千秋 本田望結 よしあき&ミチ                                                                              | SPINNS 原宿竹下通り店                                         | |
| 325                         | 12月11日           | 小森隼 （GENERATIONS from EXILE TRIBE） | 岡本夏美 千秋 本田望結 よしあき&ミチ                                                                              | Luck・Rack コーナン港北インター店                             | 自身でも3色ショッピングに挑戦 挑戦者のコーディネート披露の際、最初に披露した。                                    |
| 2021年（令和3年）           |                    |                                         | |                                                               | |
| 回                          | 放送日             | MC                                      | ゲスト | 舞台                                                          | 備考 |
| 326                         | 1月15日            | 久間田琳加                              | 佐野勇斗 土屋神葉 トット（多田智佑・桑原雅人） ロイ                                                               | WEGO 原宿竹下通り店                                           | |
| 327                         | 1月22日            | 久間田琳加                              | 佐野勇斗 土屋神葉 土佐兄弟（卓也・有輝） 末吉9太郎                                                                | スーパーセカンドストリート 大宮日進店                         | 自身でも3色ショッピングに挑戦 挑戦者のコーディネート披露の際、最初に披露した。                                    |
| 328                         | 2月12日            | ニューヨーク                            | すみれ 加藤史帆&佐々木久美（日向坂46） 桜井日奈子 ゆめっち（3時のヒロイン）                                       | トレファクスタイル 調布国領店                                 | |
| 329                         | 2月19日            | ニューヨーク                            | すみれ 佐々木久美&加藤史帆（日向坂46） TEAM BANANA（山田愛実・藤本友美） 愛花                                     | GAP フラッグシップ銀座                                        | |
| 330                         | 3月5日             | 瀬戸利樹                                | 千秋 ミチ&よしあき 古畑星夏 世良マリカ                                                                            | WEGO 原宿竹下通り店                                           | |
| 331                         | 3月19日            | 瀬戸利樹                                | 千秋 ミチ&よしあき 古畑星夏 小栗有以（AKB48）                                                                     | スーパーセカンドストリート 柏沼南店                           | 自身でも3色ショッピングに挑戦 挑戦者のコーディネート披露の際、最初に披露した。                                    |
| 2023年（令和5年）           |                    |                                         | |                                                               | |
| 回                          | 放送日             | MC                                      | ゲスト | 舞台                                                          | 備考 |
| 332                         | 1月6日             | 辻岡義堂（日本テレビアナウンサー）      | RIKACO 大沢あかね 井桁弘恵 王林                                                                                   | 池袋サンシャインシティ専門店街 アルパ                         | 約2年10ヶ月ぶり。 放送当時RIKACOを除き現役曜日レギュラー                                                          |
| 333                         | 3月24日            | ぺこぱ                                  | 井森美幸 大沢あかね 藤田ニコル 安斉星来                                                                           | SHIBUYA 109渋谷店                                             | 企画途中に特別企画『コレ流行ってるンデス』を放送                                                                  |
| 334                         | 3月31日            | 松陰寺太勇（ぺこぱ）                    | RIKACO 藤田ニコル 大沢あかね シュウペイ（ぺこぱ）                                                                 | ラフォーレ原宿                                                | 企画史上初めて男女での個人戦となった。                                                                            |